# Podgębie

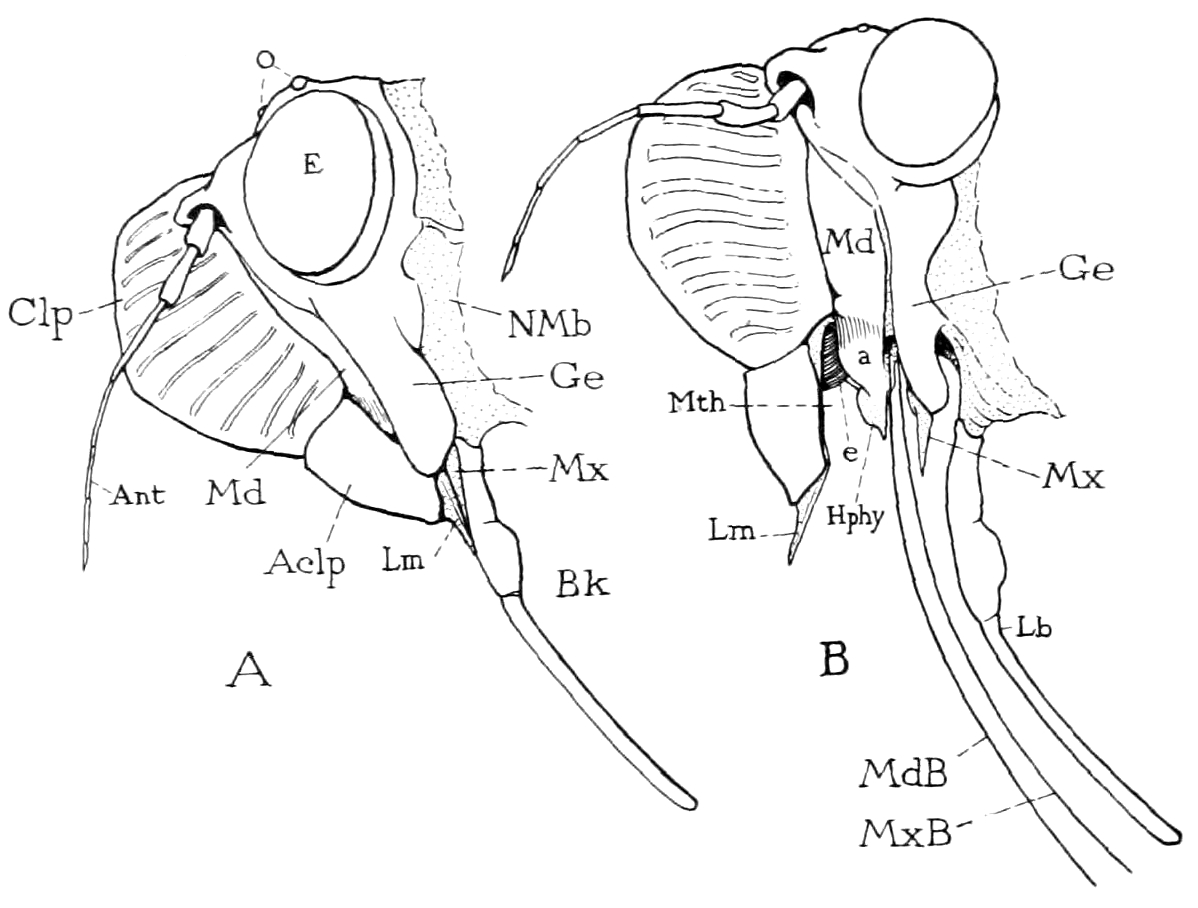
Aparat gębowy dorosłej (A) i larwalnej (B) formy cykady. Aclp: przedustek, Bk: kłujka, Ge: policzek, Hphy: podgębie, Lb: warga dolna, Lm: warga górna, Md: nasada żuwaczki, MdB i MxB: szczeci kłujące, Mx: szczęka

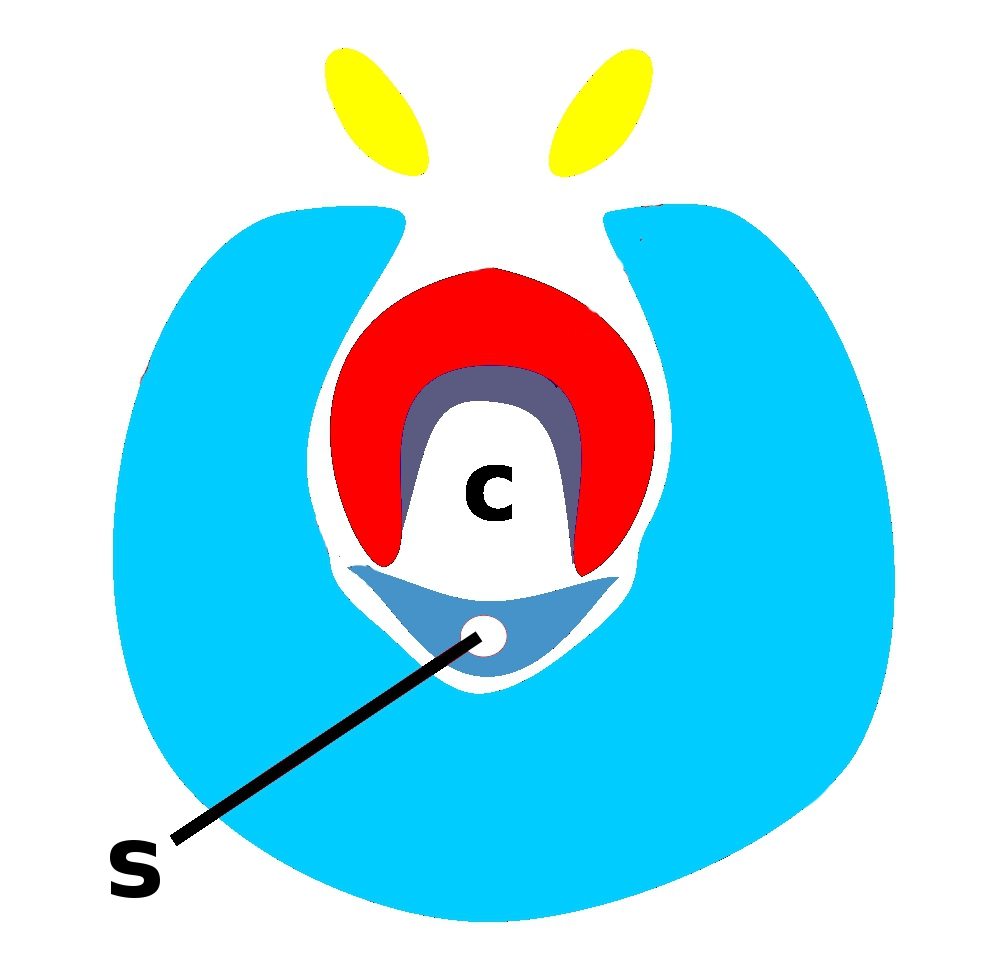
Przekrój poprzeczny przez muskoidalny aparat gębowy. Podgębie ciemnoniebieskie, przebite przewodem ślinowym (s)

Podgębie (łac. hypopharynx, labiella, metastoma) – element narządów gębowych niektórych stawonogów, położony za otworem gębowym lub poniżej niego.

## Sześcionogi
U sześcionogów podgębie jest środkowym płatem gębowej części głowy, położonym bezpośrednio za otworem gębowym, tuż przed wargą dolną. Ogólnie stanowi ono większą część brzusznej ściany głowy. Zwykle u owadów uskrzydlonych podgębie formują zrośnięte ze sobą: dwa płaty boczne, czyli superlinguae, oraz płat środkowy, czyli lingua. U pozostałych grup sześcionogów superlinguae oddzielają się w rozwoju zarodkowym od płatu środkowego i umiejscawiają bliżej nasad żuwaczek. Typowo służy za narząd zmysłu smaku, ale w różnych aparatach gębowych podgębie może ulegać rozmaitym modyfikacjom. W typowym aparacie gryzącym u Polyneoptera ma ono formę grubego i nieregularnego języka spoczywającego w jamie przedgębowej. Dzieli ono ową jamę dwie komory. Położona bardziej z przodu, między nadgębiem a podgębiem komora pokarmowa to cibarium. Z kolei położona z tyłu, między podgębiem a nasadą wargi dolnej kieszonka to saliwarium, do którego uchodzą przewody gruczołów ślinowych. Chrząszcze mimo posiadania aparatu gryzącego są całkowicie pozbawione właściwego saliwarium. U wielu grup, jak np. pluskwiaki i dorosłe muchówki, przewody gruczołów ślinowych przebijają podgębie i uchodzą na nim, a nie między nim i wargą dolną. W aparacie gębowym typu liżąco-ssącego muchówek łękorysych (Cyclorrhapa) podgębie wraz z cibarium i nadustkiem formuje U-kształtne fulkrum wchodzące w skład ryjka. U larw wielu owadów skrytoskrzydłych do podgębia przyrastać może swą przednią lub grzbietową ścianą przedbródek. U pszczół po bokach podgębia leżą ujścia pary gruczołów gardzielowych.
Podgębie wraz z nadgębiem określa się wspólnie jako basipharynx. W aparacie kłująco-ssącym pluskwiaków podgębie z nadgębiem tworzy kanał łączący przewód pokarmowy z szczeciami kłującymi (sztylecikami), określany jako precibarium.
Z podgębiem związane są różne skleryty, służące m.in. za punkty przyczepu jego mięśni. Para nasadowych płytek leży na jego bocznych ściankach i może przedłużać się tylnymi końcami aż do saliwarium. Z kolei w częściach przygębowych podgębia leżą parzyste suspensoria (fulturae), które mogą być porozgałęziane lub rozbite na grupy sklerytów. U niektórych pluskwiaków występuje zakrzywiony ku górze, sięgający policzków skleryt podgębia zwany lorum. U larw chrząszczy na podgębiu występuje zesklerotyzowana poprzeczka lub ząbek określana mianem skleromu, zaś boki podgębia łączy mniej lub bardziej zesklerotyzowany mostek zwany brakonem. U larw niektórych żuków w pobliżu dosiebnego brzegu podgębia występują subtormy, czasem zaopatrzone w subapotormy (łac. phobae hypopharyngeales).
Na umięśnienie podgębia składają się takie mięśnie jak musculus frontooralis, musculus tentoriooralis, musculus craniohypopharyngealis, musculus postoccipitalohypopharyngealis, musculus tentoriosuspensorialis, musculus postmentoloralis, musculus praementosalivaris anterior, musculus praementosalivaris posterior, musculus oralis transversalis, musculus loroloralis, musculus lorosalivarialis, musculus hypopharyngosalivaris czy  musculus annularis salivarii. Swój punkt początkowy bierze tam także musculus hypopharyngomandibularis, obsługujący żuwaczki.

## Pareczniki
U pareczników samo podgębie jest niewielkim płatkiem, położonym za otworem gębowym. Zaopatrzone jest ono jednak w parę dużych rozmiarów suspensoriów (łac. fulturae hypopharyngeales), które rozszerzają się na boki i łączą z brzusznymi krawędziami puszki głowowej, w punktach położonych przed nasadami żuwaczek.

## Pozostałe stawonogi
U innych grup termin podgębie bywa używany jako synonim hypostomu. I tak u roztoczy odnosić się może do specyficznego narządu zmysłowego, u kleszczy także do całej gnatosomy lub jej subkapitulum, a u małżoraczków do wzgórka podustnego.